# Маршаль, Анри
Анри Маршаль (фр. Henri Marchal; 24 июня 1876 — 10 апреля 1970) — французский архитектор и государственный служащий. Большую часть своей жизни посвятил исследованиям искусства и археологии Камбоджи, а также сохранению и восстановлению памятников кхмеров на археологических раскопках в камбоджийском регионе Ангкор.

## Биография и карьера
После получения степени бакалавра в 1895 году Маршаль поступил в Школу изящных искусств по специальности архитектура, где посещал семинары под руководством Гастона Редона.
В 1905 он был назначен инспектором гражданских строений в Камбодже. В 1910 году получил степень лиценциата по кхмерскому языку и был назначен помощником куратора музея Французского института Дальнего Востока (EFEO) в Пномпене. В 1912 году был направлен в Сайгон в качестве инспектора гражданских строений региона Кохинхины.
После смерти Жана Коммая (убитого бандитами при доставке оплаты работникам) в 1916 году был направлен в Ангкор для управления работами при музее. Он возобновил работы по расчистке Ангкор-Вата и раскопки основных памятников в центральном Ангкор-Томе Бапуона, Байона, Пхимеанакасе, Преах-Питху, царском дворце и так далее.
В 1919 году Анри Маршаль был назначен постоянным членом EFEO и «куратором Ангкора».
Позже он начал раскопки и очистку других памятников за пределами Ангкор-Тома: Та Прум (в 1920), Прэахкхан, Неак-Пеан, Пном-Бакхенг (1922-29 годы), Прасат-Краван (с Анри Пармантье и Виктором Голубевым) и Бантеайсрей помимо прочих.
В 1930 году, осознавая ограничения использованной им ранее при раскопках в Ангкоре совокупности методов, Маршаль отправился на Яву, чтобы в голландской Ост-Индской археологической службе ознакомиться с принципами археологического метода анастилоза. По возвращении он решил впервые применить данную методику в раскопках храма Бантеайсрей. Реставрационные работы единодушно были признаны проведёнными успешно.
В 1933 году он оставил офис сохранения Ангкора, заменив Анри Пармантье на посту руководителя археологической службы EFEO, но с 1935 по 1937 год вновь берёт на себя обязанности курирования региона Ангкора (из-за трагического самоубийства Жоржа Труве) и ещё раз занимает эту должность в 1947 году (заменив Мориса Глэзе) по 1953 год. В то время ему было уже более 75 лет и в интервью The New York Times он сообщил, что эта работа становится слишком тяжёлой для него.
В тот же период, в 1938 году, на обратном пути во Францию Маршаль побывал в Индии и на Цейлоне, которые описал в «Воспоминаниях хранителя» (Souvenirs d’un Conservateur), и прежде чем вернуться в Ангкор, руководил археологической миссией в Арикамеду, близ Пудучерри.
С 1948 по 1953 год он руководил работами по реставрации зданий, расположенных вдоль западного шоссе Ангкор-Вата, Бапуон (1948), Бантай Кдей, Прэахкхан и Тхомманон (1950). С 1954 по 1957 он был назначен техническим советником исторических памятников и руководителем отдела по общественным работам вновь созданного королевства Лаос.
Выйдя на пенсию в 1957 году, Маршаль поселился в Сиемреапе, где жил вплоть до своей кончины в 1970 году.

## Избранные работы
- Marchal, Henri. Monuments secondaires et terrasses bouddhiques d'Ańkor Thom (недоступная ссылка — история) (фр.) // BEFEO. — 1918. — Т. 18/8. — ISSN 0336-1519.
- Marchal, Henri. Le temple de Prah Palilay (фр.) // BEFEO. — 1922. — Т. 22. — С. 101—134. — ISSN 0336-1519. — doi:10.3406/befeo.1922.2913. Архивировано 8 января 2014 года.
- 1924-26 — «Les portes monumentales du groupe d’Angkor», AAK 2/1, p. 1-26, pl., ph.
- 1924-26 — «Notes sur le Palais Royal d’Angkor Thom», AAK 2/3, p. 303—328.
- 1925 — «Pavillons d’entrée du Palais Royal d’Angkor Thom», in Études asiatiques (2), Paris, EFEO/G. van Oest (PEFEO 20), p. 57-78, pl. 32-41.
- Marchal, Henri. Guide archéologique aux temples d'Angkor : Angkor Vat, Angkor Thom, et les monuments du petit et du grand circuit (фр.). — Paris: G. van Oest, 1928.
- 1937 — "Kutîçvara " et « Notes sur les Terrasses des Éléphants, du Roi lépreux et le Palais Royal d’Angkor Thom», BEFEO 37/2, p. 333—360.
- 1939 — La collection khmère, (Musée Louis Finot), Hanoi, EFEO, 170 p., 13 pl.
- 1948 — L’architecture comparée dans l’Inde et dans l’Extrême-Orient, Paris, G. van Oest, 262 p.
- Marchal, Henri. Le décor et la sculpture khmers (фр.). — Paris: G. van Oest, 1951.
- 1951 — Le décor et la sculpture khmers, Paris, G. van Oest, 135 p.
- 1957 — Le Temple de Vat Phou, province de Champassak, Saigon, edited by département des Cultes du Gouvernement royal du Laos, 37 p.